# Hans Hubert Anton
Hans Hubert Anton (* 26. Oktober 1936 in Konz-Könen; † 8. April 2024) war ein deutscher Historiker. Er lehrte von 1970 bis zu seiner Emeritierung im Jahr 2002 als Professor für mittelalterliche Geschichte und Historische Hilfswissenschaften an der Universität Trier. Er galt als führender Experte für die Fürstenspiegel.

## Leben und Wirken
Hans Hubert Anton studierte nach dem Abitur am Gymnasium Saarburg von 1957 bis 1962 an der Johannes-Gutenberg-Universität Mainz (Staatsexamen) und an der Rheinischen Friedrich-Wilhelms-Universität Bonn bis 1966 Geschichte und Klassische Philologie. In der Zeit von 1962 bis 1966 war er an den genannten Universitäten Forschungsassistent und Wissenschaftlicher Assistent bei Eugen Ewig, bei dem er 1966 mit der Dissertation Fürstenspiegel und Herrscherethos in der Karolingerzeit promoviert wurde. 1967 erhielt er für diese Arbeit den Bonner Universitätspreis. Nach weiteren Assistentenjahren habilitierte er sich 1970 mit der Schrift Studien zu den Klosterprivilegien der Päpste im frühen Mittelalter für das Gebiet Mittelalterliche und Neuere Geschichte. Von 1970 bis 2002 lehrte er an der Universität Trier Mittelalterliche Geschichte und Historische Hilfswissenschaften.
Von 1987 bis 2000 leitete er ein Teilprojekt im DFG-Sonderforschungsbereich 235 Zwischen Maas und Rhein und von 1995 bis 2000 das DFG-Projekt Regesten der Bischöfe und Erzbischöfe von Trier im Mittelalter, ab 1996 war er Mitglied des Graduiertenkollegs Westeuropa in vergleichender Perspektive. Schwerpunkte seiner Forschungen sind Politische Ideengeschichte und Verfassungsgeschichte des Mittelalters, Politische Publizistik des Mittelalters und Diplomatik. Er veröffentlichte 1987 eine Darstellung über Trier im frühen Mittelalter. Er legte 2006 für die Freiherr-vom Stein-Gedächtnisausgabe eine Sammlung der Fürstenspiegel vor. Er verfasste zahlreiche Artikel für das Biographisch-Bibliographische Kirchenlexikon (BBKL).
Anton war Mitglied der Gesellschaft für Rheinische Geschichtskunde.

## Schriften (Auswahl)
Monographien
- Fürstenspiegel und Herrscherethos in der Karolingerzeit (= Bonner historische Forschungen. Bd. 32). Röhrscheid, Bonn 1968.
- Studien zu den Klosterprivilegien der Päpste im frühen Mittelalter unter besonderer Berücksichtigung der Privilegierung von St. Maurice d'Agaune (= Beiträge zur Geschichte und Quellenkunde des Mittelalters, Bd. 4). De Gruyter, Berlin/New York 1975, ISBN 3-11-004686-5.
- Der sogenannte Traktat „De ordinando pontifice“. Ein Rechtsgutachten in Zusammenhang mit der Synode von Sutri (1046) (= Bonner historische Forschungen. Bd. 48). Röhrscheid, Bonn 1982, ISBN 3-7928-0458-1.
- Trier im frühen Mittelalter (= Quellen und Forschungen aus dem Gebiet der Geschichte. N. F. Bd. 9). Schöningh, Paderborn u. a. 1987, ISBN 3-506-73259-5 (Digitalisat).
- Fürstenspiegel des frühen und hohen Mittelalters – Specula principum ineuntis et progredientis medii aevi (= Ausgewählte Quellen zur deutschen Geschichte des Mittelalters – Freiherr-vom-Stein-Gedächtnisausgabe. Bd. 45). Wissenschaftliche Buchgesellschaft, Darmstadt 2006, ISBN 3-534-14348-5.

Herausgeberschaften
- mit Alfred Haverkamp: Trier im Mittelalter (= 2000 Jahre Trier. Bd. 2). Trier 1996, ISBN 3-87760-066-2.
- mit Heinz Heinen, Winfried Weber: Im Umbruch der Kulturen. Spätantike und Frühmittelalter (= Geschichte des Bistums Trier. Bd. 1 = Veröffentlichungen des Bistumsarchivs Trier. Bd. 35). Trier 2003, ISBN 3-7902-0271-1.